# النويمة (المكلا)

تعديل مصدري - تعديل

النويمة هي إحدى قرى عزلة المكلا بمديرية المكلا التابعة لمحافظة حضرموت، بلغ تعداد سكانها 196 نسمة حسب تعداد اليمن لعام 2004.